# Bolesław Nogaj
Bolesław Nogaj (ur. 3 sierpnia 1947 w Luboniu) – polski fizyk, profesor nauk fizycznych, specjalizuje się w fizyce ciała stałego, fizyce molekularnej, radiospektroskopii, w szczególności w jądrowym rezonansie kwadrupolowym (NQR), nauczyciel akademicki Uniwersytetu im. Adama Mickiewicza w Poznaniu.

## Życiorys
W 1970 ukończył studia na Wydziale Matematyki, Fizyki i Chemii Uniwersytetu im. Adama Mickiewicza w Poznaniu, gdzie został zatrudniony i zdobywał kolejne awanse akademickie. Stopień doktorski uzyskał w roku 1977. Tematem pracy doktorskiej były badania wiązania wodorowego w kompleksach kwasu dwuchlorooctowego. Habilitował się w 1989 na podstawie oceny dorobku naukowego i pracy pod tytułem Jądrowy rezonans kwadrupolowy w badaniach struktury elektronowej i dynamiki organicznych układów molekularnych w fazie stałej. Przedmiotem badań w doktoracie były kompleksy kwasu dwuchloro i trójchlorooctowego, a w habilitacji środki owadobójcze (DDT). Tytuł naukowy profesora nauk fizycznych został mu nadany w 2012 roku. W okresie od 1993 roku do końca września 2011 r. kierował Zakładem Spektroskopii Jądrowego Rezonansu Kwadrupolowego. 
Zagraniczne staże naukowe odbył na amerykańskim University of Florida, Gainesville (1981–1982) oraz na francuskim Universite de Paris XI, Orsay (1986–1987; stypendium rządu francuskiego).
Zainteresowania naukowe Bolesława Nogaja od początku związane są z rozwojem i zastosowaniem spektroskopii jądrowego rezonansu kwadrupolowego (NQR) w badaniach struktury elektronowej i dynamiki układów molekularnych (kompleksów kwasu dwuchloro i trójchlorooctowego oraz środków owadobójczych DDT) zawierających wiązania wodorowe. 
W latach 1994–2003 prowadził prace badawczo-konstrukcyjne dla wojska, policji i służb celnych za pomocą spektroskopii 14N-NQR. Prace te zaowocowały opracowaniem i skonstruowaniem prototypu do wykrywania materiałów wybuchowych (w szczególności plastycznych) i narkotyków w bagażu. Urządzenie to przeszło pomyślnie testy wykonane przez saperów. Drugie opracowane i skonstruowane urządzenie wykazało użyteczność spektroskopii 14N-NQR w wykrywaniu min niemetalicznych, niemożliwych do wykrycia innymi metodami.
Współpracował z licznymi ośrodkami krajowymi oraz zagranicznymi (USA, Japonia, Anglia, Argentyna, Wenezuela, Rosja). Swoje prace publikował w renomowanych czasopismach zagranicznych, m.in. w The Journal of Physical Chemistry, Bulletin of the Chemical Society of Japan, Chemical Physics, Solid State Nuclear Magnetic Resonance, Journal of Optoelectronics and Advanced Materials.
Na macierzystym Wydziale Fizyki UAM posiada status profesora seniora  a w szczególności związany był z Zakładem Fizyki Medycznej i Radiospektroskopii.
Jest członkiem Polskiego Towarzystwa Fizycznego.

## Życie prywatne
Jest synem Walentego i Zofii (z domu Stojeckiej). Ma syna Dawida. W 1998 odznaczony Srebrnym Krzyżem Zasługi.